# Yūichirō
Yūichirō (jap. ゆういちろう, ユウイチロー) – męskie imię japońskie.

## Możliwa pisownia
Do zapisania „yū” używa się różnych znaków, o różnym znaczeniu (np. 雄 „męski”, 勇 „odwaga”, 悠 „spokojny”). Znaki użyte do zapisania „ichirō” (一郎) znaczą „pierwszy, syn”. Mogą to być także samodzielne imiona.

## Znane osoby
- Yūichirō Miura (雄一郎), japoński himalaista
- Yūichirō Hata (雄一郎), japoński polityk
- Yūichirō Nagai (雄一郎), japoński piłkarz
- Yūichirō Sakamoto (雄一郎), japoński siatkarz
- Yūichirō Ueno (裕一郎), japoński biegacz długodystansowy
- Yūichirō Uozumi (裕一郎), japoński polityk

## Fikcyjne postacie
- Yūichirō Kumada (雄一郎), bohater mangi i anime Czarodziejka z Księżyca
- Yūichirō Tajima (悠一郎), bohater mangi i anime Big Windup!